# Robert Joseph Baker
Robert Joseph Baker (4 de juny de 1944, Willard, Ohio) és el bisbe de la diòcesi de Birmingham, amb seu a l'estat d'Alabama, Estats Units, des del 14 d'agost del 2007.

## Biografia
Fou ordenat a la diòcesi de Sant Agustí, Florida, el 21 de març del 1970 i enviat a Roma per fer-hi estudis de teologia dogmàtica. Durant els seus primers anys de sacerdoci estigué com a capellà a la diòcesi de Sant Agustí i fou formador de nous sacerdots al seminari. Fou nomenat bisbe de Charleston el 1999 pel Papa Joan Pau II, essent ordenat el 29 de setembre del 1999. El bisbe Baker promogué el creixement de la diòcesi de Charleston, Carolina del Sud, augmentant el nombre de conversions en aquesta zona i construint nous temples i col·legis catòlics.
El papa Benet XVI el nomenà bisbe de Birmingham a l'estat d'Alabama el 14 d'agost del 2007 i fou instal·lat en aquesta diòcesi el 2 d'octubre del mateix any.